# Póvoa da Mealhada
A Póvoa da Mealhada é uma antiga povoação do Município da Mealhada agora integrada na malha urbana da Cidade da Mealhada.

## Localização
Situa-se dentro da cidade da Mealhada entre a Estrada Nacional 1, a Oeste, e a Urbanização Quinta do Vale de S. Romão, a Este, a Estrada Nacional 234, a Norte (discutível), e as Cavadas, a Sul.

## História

### Origens
Situada a Este desta, no alto de um monte, foi a partir da Póvoa que a Mealhada nasceu (póvoa significa povoado, povoação), sendo que (segundo a tradição oral) a Mealhada seria uma terra de pântanos (algo que ainda hoje se verifica na época das chuvas) e assim sendo férteis, mas impróprias para construção, sendo as casas dos trabalhadores agrícolas construídas numa cota mais alta.
Visto as Histórias das duas povoações se cruzarem existe apenas um registo no Livro Preto da Sé (Velha) de Coimbra que fala numa "Villa Verde" para os lados do couto da Vacariça, couto ao qual os terrenos da Póvoa pertenciam, que defendem ser referente à Póvoa da Mealhada,nas margens do rio Vacariça, hoje Ribeira da Vacariça ou Rio Velho.
A povoação cresceu baseada na sua ruralidade até com a Mealhada e a Vacariça recebem a confirmação de foral por D. Manuel I em 1514 com o nome de Póvoa do Pinheiro e, mais tarde, a criação do concelho da Mealhada em 1855 por Dona Maria II e a crescente importância da povoação vizinha, a Póvoa começa a desenvolver-se como dormitório dos trabalhadores das quintas da Mealhada começando a crescer em direcção a esta encosta abaixo ao longo da antiga Estrada Nacional 620 (hoje EM620-3) que ligava a Mealhada à Vacariça, entretanto despromovida de concelho a freguesia.
Durante este tempo a Póvoa vê nascer no Séc. XVIII a Capela de Sant'Ana, ao lado da 620, como intermediária entre as duas localidades e o crescimento do seu casario desde o seu centro, o actual Largo Doutor António Antunes Breda, colina abaixo em direcção à Mealhada acompanhando a EN 620.

### Séc XX
No raiar do século XX vemos a EN 620 passar a ser conhecida por "Ladeira de Sant'Ana" e, com o advento da electricidade, o entroncamento criado pela estrada que viria a ligar à quinta dos Messias, pelo nome de "Pau de Fio" devido ao poste eléctrico aí colocado.
É também neste século que começam a aparecer as Padeiras da Póvoa que começam a fazer o pão a partir dos restos da farinha moída tanto no moinho de água da ribeira da Vacariça localizado ao pé do que que viria a ser o largo de S. José e que na altura apenas não era mais que o caminho para a fonte me mergulho aí situada mais abaixo, como no moinho, também a água, da Mealhada situado abaixo da capela de Sant'Ana já na então fronteira das povoações. Abaixo do moinho da Póvoa, à borda da ribeira, era o local onde as lavadeiras lavavam a sua roupa, costume que mais tarde foi facilitado com a construção de tanques que se mantiveram em funcionamento até aos anos de 1980.
A década de 1940 foi o início da fusão entre a Póvoa e a Mealhada. Com o trânsito automóvel da EN1 a aumentar e a necessidade de eliminar ao máximo passagens de nível e passagem pelo meio das localidades, esta estrada, que passava no centro da Mealhada, foi desviada para Este, para os terrenos vagos entre a Mealhada e a Póvoa, para o local onde ainda hoje passa. A Ladeira de Sant'Ana foi cortada em frente à capela e passou a ser cruzamento com a EN1, quando ela Antes desembocava nesta, já no centro da Mealhada. Assim a fronteira física entre as duas localidades passou a ser a EN1.
Na década de 1950 o Comendador Messias Baptista, que tinha feito fortuna nas décadas de 1920/30 e comprado uma boa parte dos terrenos entre a Mealhada e a Póvoa e instalado do lado da Póvoa, as suas caves e a sua casa, mandou construir o Cine-Teatro Messias(1950) ao fundo da sua propriedade, ao lado da nova EN1, logo acima desta foi construído pela câmara o depósito de água (1955) e aberto um furo de obtenção de água.
Depois da implantação da nova variante e do sucesso dos Messias, a Póvoa viu nascer até ao final do século XX um fontanário público no centro, a Casa da Criança em frente ao depósito de água, um ciclo preparatório provisório que veio a ser desactivado e substituído em 1986 por um novo já na localidade vizinha de Sernadelo, em seu lugar viu nascer na década de 1990 o novo quartel da GNR, até então situado na Mealhada, o novo quartel dos Bombeiros, também deslocalizados da Mealhada, a nova Igreja de Sant'Ana e um novo jardim de infância que veio a substituir um provisório em madeira situado em frente às Caves Messias.
Com o final do século desaparecem os moinhos, devido ao desvio do leito do rio, os lavadouros, posteriormente transformados em pavilhão, e, com a fusão das luas povoações o pão tradicional passa a designar-se de Pão da Mealhada, mas para honrar as padeiras da Póvoa, na primeira década de 2000 foi descerrada uma placa em azulejo em sua honra no centro da antiga povoação pela mais antiga padeira viva e nomeada uma rua com o nome de "Rua das Padeiras".

### Primeira década de 2000
Com a elevação da Mealhada a cidade (incluindo a Póvoa) em 2003 e esta já não tendo mais por onde se expandir para o lado da Mealhada (visto já estar colada à EN1) virou-se para o lado do S. Romão e continuou a construir casas para o lado este, incluindo a construção de uma nova urbanização, a urbanização Quinta do Vale de S. Romão, que fica a meio da placa que diz S. Romão, unindo assim a Póvoa à localidade de S. Romão.

## Bairrismos

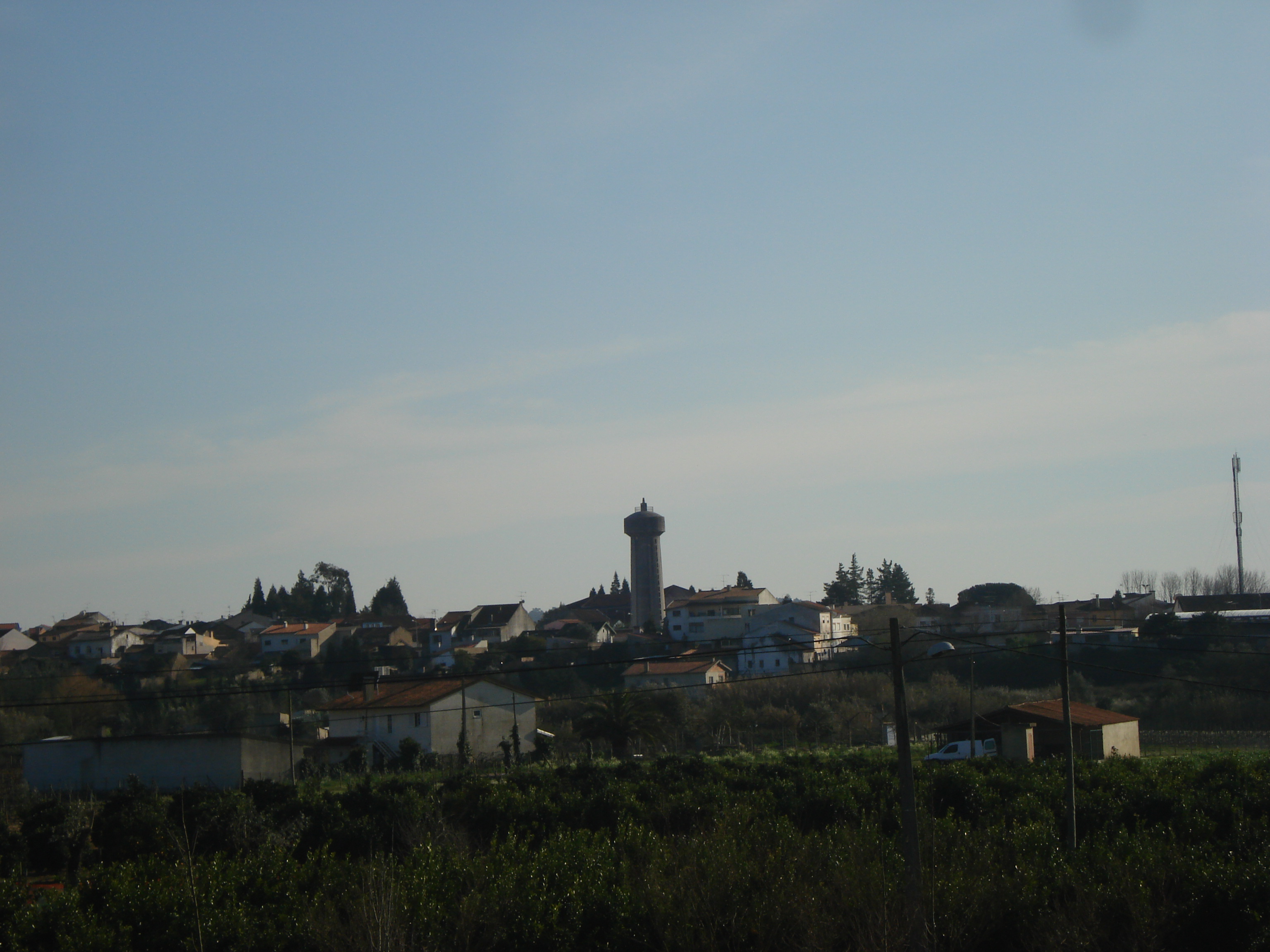
Vista da Póvoa a partir do parque da cidade

A Póvoa e a Mealhada desde sempre sofreram de algo que pode ser chamado de bairrismo. As Festas de Sant'Ana em Agosto eram sempre um dos pontos de discórdia querendo as gentes de Mealhada fazê-la na Mealhada e os da Póvoa, na Póvoa, pois argumentavam que a Mealhada tinha o S. Sebastião. A verdade é que para minimizar alguns bairrismos que ainda persistem as procissões, tanto de Sant'Ana como de S. Sebastião, passam nas ruas que eram das duas localidades mas a festa de Sant'Ana, perdido o brio, regressou à Póvoa nos últimos anos.
Quando o Carnaval apareceu na Mealhada na década de 1970, também aqui o bairrismo era evidente havendo mesmo grupos que se denominavam serem da Póvoa e da Mealhada. Esta disputa, quase sempre saudável, levou a que o Carnaval, que percorria as ruas centrais da Mealhada e não da Póvoa, ganha-se fama entre os foliões da Mealhada que provocavam os da Póvoa e visse versa com muito Samba à mistura.

## Património
- Igreja de Sant'Ana (1992)
- Capela de Sant'Ana (1716)
- Cine-Teatro Messias(1950)
- Fonte de Mergulho (Finais do Séc XIX)
- Quartel da GNR (Março de 1995)
- Quartel dos Bombeiros (Década de 1990)
- Alminhas de S. José e Sant'Ana (1967)
- Fontanário do Largo Dr António Antunes Breda (1955)
- Lavadouro, Actual centro cultural (Séc. XX)
- Cemitério (1933, ampliado 2006, arranjos exteriores 2010)